# Chapelle des Trinitaires d'Arles
La chapelle des Trinitaires d'Arles est un ancien édifice religieux, chapelle du couvent des Trinitaires, située à Arles, dans les Bouches-du-Rhône.

## Historique
L’ordre des Trinitaires avait pour mission le rachat des esclaves enlevés par les barbaresques. Il est créé en 1198 par saint Jean de Matha et saint Félix de Valois. Jean de Matha s'installa à Arles dès 1199, à son retour de Rome, entre le Vieux-Bourg (aujourd’hui la Roquette) et le Méjan, avec 4 autres prêtres pour y fonder une congrégation. Celle-ci ne fut définitivement reconnue qu'en 1203. Ils y bâtirent une église, un cloitre et un cimetière. 
Leur immense terrain d'origine a été réduit, avec le temps : en 1253, par le réaménagement des remparts de la ville ; en 1573, par la construction de l'Hôtel-Dieu Saint-Esprit (l'actuel Espace Van Gogh).
En 1630, le couvent primitif est rasé, pour la construction d'un nouvel ensemble monacal, baptisé sous le nom « de la Trinité et de Saint-Roch ». Ces bâtiments serviront jusqu'à la Révolution française, lors de laquelle ils seront vendus comme biens nationaux. Il ne reste que la chapelle, et quelques éléments du cloître, dans le bâti des magasins avoisinant.
La chapelle est inscrite au titre des monuments historiques depuis 1958.

## Bâtiment
La chapelle est composée d'une abside à 5 pans, dont le centre est frappé des armoiries de la famille Perrin (d'argent et d'azur, à trois roses de gueules en chef et à chevrons d'argent en pointe, timbrées d'un heaume). La nef, qui comporte plusieurs travées, était éclairé de 8 fenêtres. Quatre d'entre elles sont maintenant murées.
La façade, refaite en 1884 par l'architecte Auguste Véran, est d'un style plus contemporain. Le portail de la façade primitive était encadré de colonnes corinthiennes cannelées, chargées à leur base de feuilles de vigne qui couraient le long des fûts.

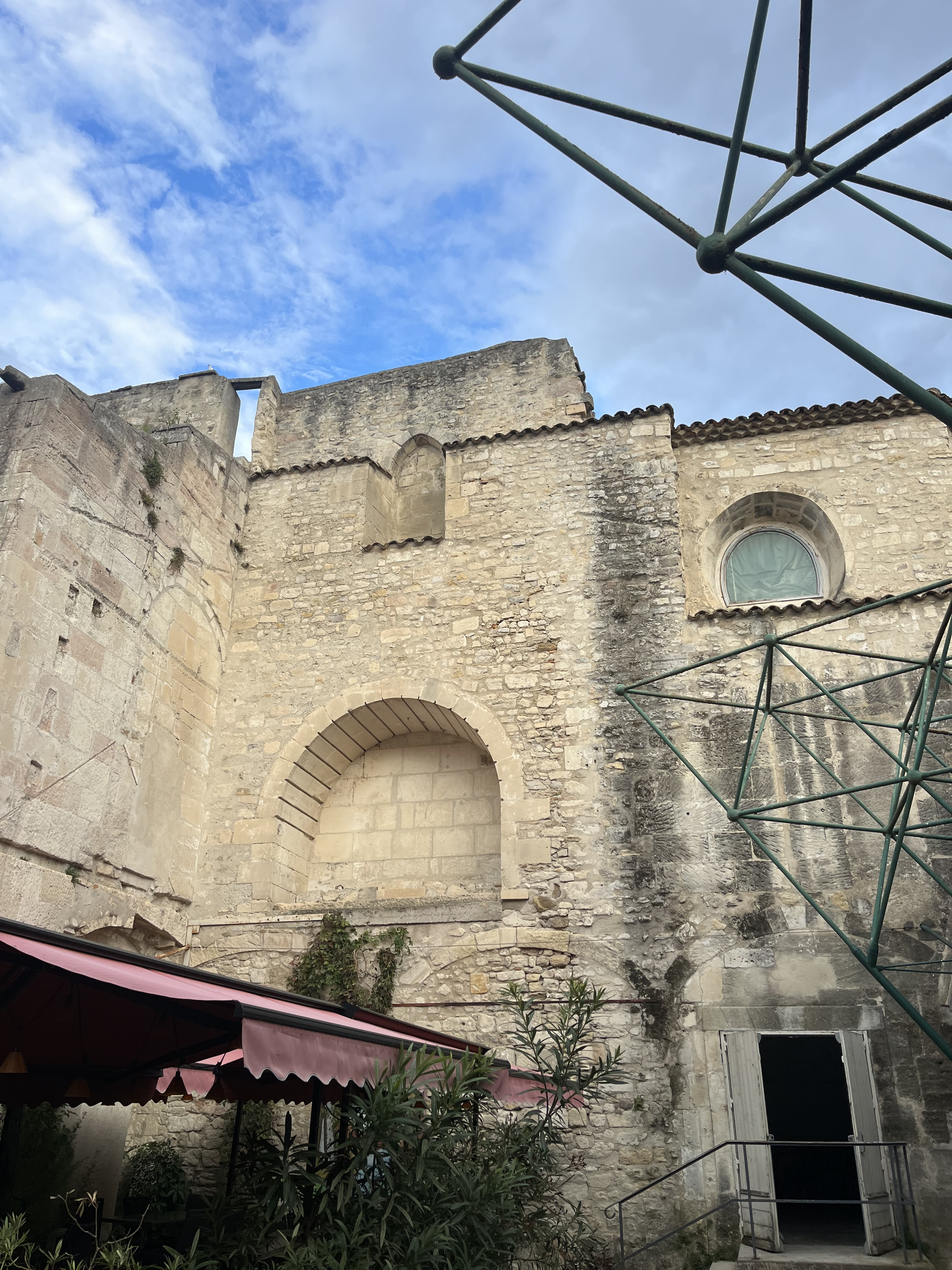
Vue ouest.

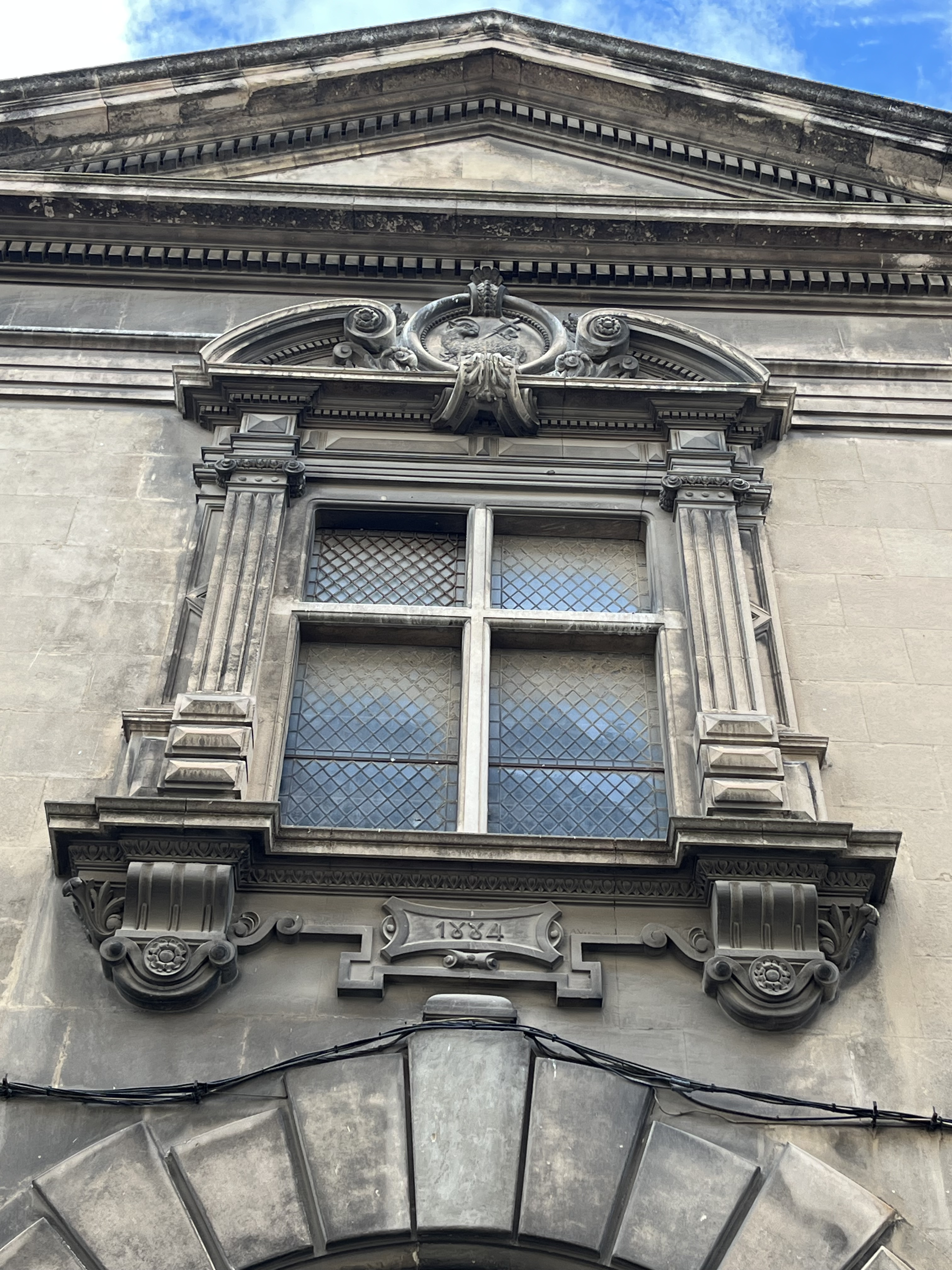
Fenêtre de la façade côté rue de la république.

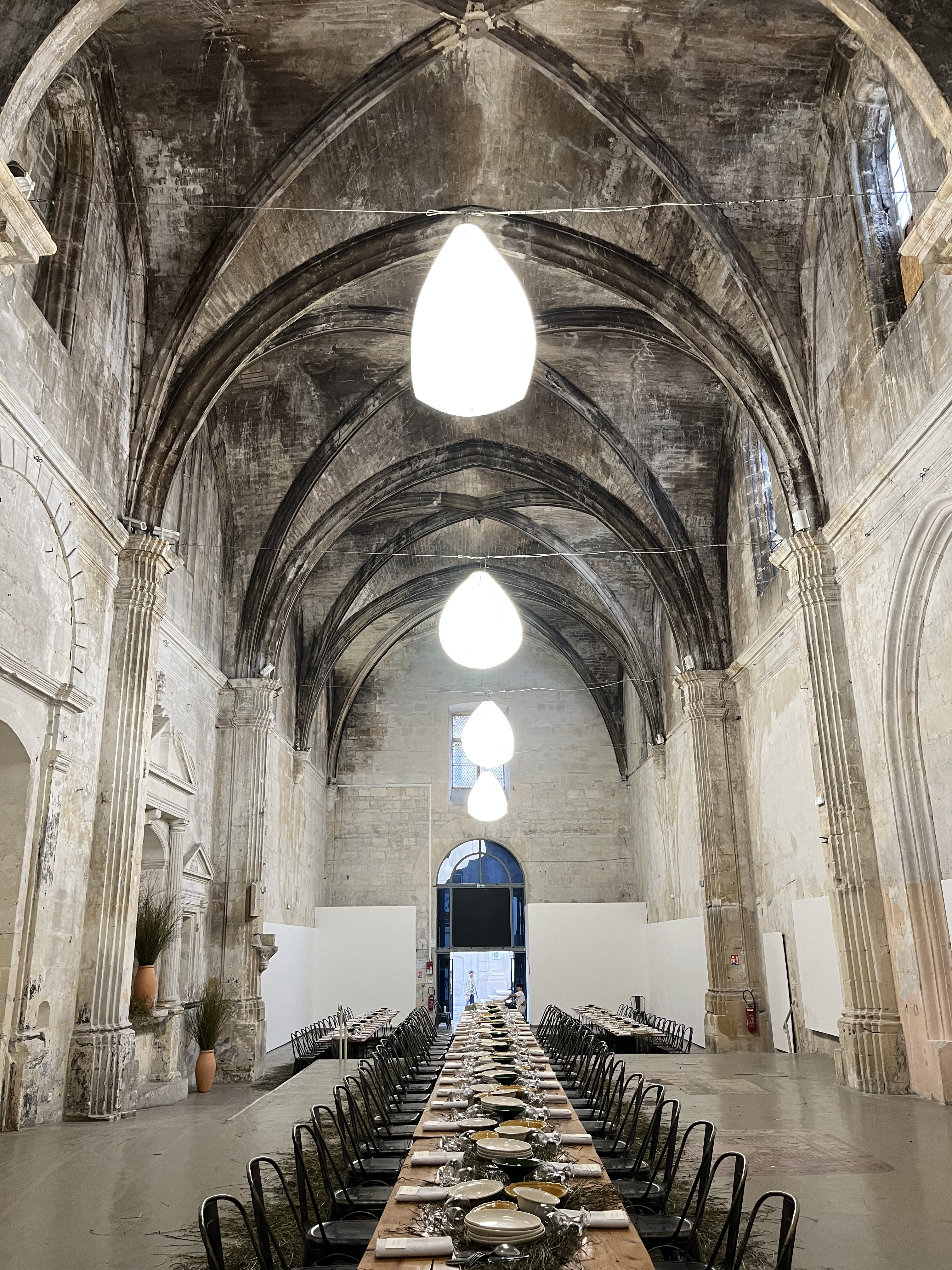
Vu de l’intérieur de l’église, à l’occasion du festival « Été Indien ».

La décoration intérieur de l'édifice, datant du début du XVIIe siècle, s'approchait du style renaissance, tardif, du gout sous les règne d'Henri III ou Henri IV.